# Alberto Mariotti
Alberto Jorge Mariotti (23 sierpnia 1935) – piłkarz argentyński, obrońca.
W 1959 roku Mariotti zdobył razem z klubem Chacarita Juniors mistrzostwo drugiej ligi.
Jako piłkarz klubu San Lorenzo de Almagro był w kadrze reprezentacji podczas finałów mistrzostw świata w 1962 roku, gdzie Argentyna odpadła w fazie grupowej. Mariotti nie zagrał w żadnym meczu.
Mariotti grał także w klubie Argentinos Juniors Buenos Aires. Łącznie w pierwszej lidze argentyńskiej rozegrał 131 meczów.